# Nina Lisandrello
Nina Lisandrello (New York, 1º luglio 1980) è un'attrice statunitense.

## Filmografia

### Attrice
- Conviction - serie TV, episodi 1x12-1x13 (2006)
- Il diavolo veste Prada - film TV (2006)
- I padroni della notte - film TV (2007)
- Washingtonienne - serie TV (2009)
- Pre - film TV (2009)
- Law & Order - I due volti della giustizia - serie TV, episodio 20x04 (2009)
- Mercy - serie TV, episodio 1x10 (2010)
- Nurse Jackie - Terapia d'urto - serie TV, episodio 2x06 (2010)
- The Best and the Brightest - film TV (2010)
- The Bleeding - film TV (2011)
- Beauty and the Beast - serie TV, 70 episodi (2012-2016)

### Assistente regista
- 2004 - Mercury in Retrograde